# Peuceptyelus semiflavus
Peuceptyelus semiflavus är en insektsart som beskrevs av Jacobi 1921. Peuceptyelus semiflavus ingår i släktet Peuceptyelus och familjen spottstritar. Inga underarter finns listade i Catalogue of Life.